# Centro universitario del Nord di Baia Mare
Il Centro universitario del Nord di Baia Mare è la sede distaccata dell'Università Tecnica di Cluj-Napoca con sede a Baia Mare.

## Storia
La storia dell'ente risale al 1974, quando fu fondato con il nome di Istituto di istruzione superiore. Nel 1991 divenne Università di Baia Mare e dal 1996 assunse il nome di Università del Nord. Dalla sua fondazione fu un'università indipendente sino al 2011, allorquando il senato accademico accettò l'affiliazione all'Università tecnica di Cluj-Napoca; il processo di fusione si concluse con le elezioni accademiche del 2012.